# Scotty Moore
Winfield Scott Moore III (Gadsden, 27 de dezembro de 1931  — Nashville, 28 de junho de 2016), mais conhecido como Scotty Moore, foi um guitarrista norte-americano. Tocou com Elvis Presley no período de 1954 até 1968. É membro do Hall da Fama do Rock and Roll. Foi considerado o 29.º melhor guitarrista de todos os tempos pela revista norte-americana Rolling Stone.
Participou de vários momentos históricos do início na carreira de Elvis, como a gravação da primeira canção da carreira profissional do "rei do rock" em julho de 1954, clássicos do cinema como Jailhouse Rock, King Creole e Viva Las Vegas e do especial de televisão de 1968 da NBC, Elvis NBC TV Special.
O guitarrista morreu em Nashville no dia 28 de junho de 2016, aos 84 anos, depois de passar meses com a saúde frágil.